# Antonio Maestre
Antonio Maestre Hernández (Getafe, 18 de junio de 1979) es un periodista y documentalista español. Fue subdirector de La Marea, revista mensual dirigida por Magda Bandera.

## Trayectoria
Nació en Getafe, aunque a los tres años se mudó a Fuenlabrada, ciudad donde se crio y reside.  Se graduó en Biblioteconomía y Documentación por la Universidad Complutense de Madrid (UCM). Después, empezó a estudiar la carrera de Historia en la Universidad Autónoma de Madrid (UAM), pero no terminó los estudios. Realizó un Máster en Investigación (Cine, Televisión y Medios Interactivos) para el doctorado en la Universidad Rey Juan Carlos (URJC). Entre sus otros trabajos de posgrado está un Máster de Investigación en Comunicación y Problemas Socioculturales, también de la URJC.
Tras finalizar sus prácticas como ayudante de bibliotecario en Fuenlabrada en junio de 2004, trabajó como técnico documentalista para la Agencia Sofres haciendo seguimiento de medios de comunicación. Desde 2007 a 2009, Maestre trabajó como documentalista para RTVE en Madrid y, desde junio de 2009 hasta octubre de 2010, como responsable del Departamento de Documentación en el centro territorial de Murcia. Hasta marzo de 2013, trabajó como redactor en PRNoticias.com, escribiendo sobre temas de comunicación política, redes sociales e internet. Desde entonces, ha colaborado en medios digitales como eldiario.es, Le Monde diplomatique, Jacobin (en inglés) y en la revista La Marea, donde escribe y desempeña su trabajo como redactor. Además, interviene como tertuliano de televisión en los programas Al rojo vivo y La Sexta noche de La Sexta.
El 24 de febrero de 2015, Maestre protagonizó una noticia mientras cubría para la revista La Marea la primera sesión del debate sobre el estado de la nación en el Congreso de los Diputados. Mientras trataba de recopilar imágenes para hacer una crónica de ambiente tras los debates principales, captó con su móvil cómo Celia Villalobos, vicepresidenta del Congreso, estaba jugando con su tableta a un juego de temática similar a Candy Crush llamado Frozen Free Fall, mientras Mariano Rajoy, presidente del Gobierno, daba la réplica a Josep Antoni Duran i Lleida, portavoz de CiU en el Congreso. La vicepresidenta decidió no hacer comentarios al tiempo que recibía críticas, tanto de su partido como de los rivales, que hasta llegaron a pedir su dimisión. Maestre fue amonestado por vulnerar el artículo 98.3 del Reglamento del Congreso de los Diputados (el cual no permite grabar desde la tribuna de prensa), pero se le permitió acceder y acreditarse en días sucesivos.
En septiembre de 2019, se incorporó como colaborador semanal en la sección de opinión de eldiario.es. Maestre, que ya había colaborado para este medio entre septiembre de 2013 y abril de 2014, comenzó esta etapa con la publicación de «Renace el felipismo, larga vida al pedrismo» en la sección Zona crítica.
En septiembre de 2021, la revista mensual La Marea dirigida por Magda Bandera y donde colabora desde 2013, anunció que incorporaba a Maestre como subdirector con el objetivo de «impulsar las áreas de investigación y análisis». Renunció en 2022 cuando estalló el caso conocido como Ferrerasgate, para no perjudicar a La Marea debido a su participación en los debates del programa Al rojo vivo conducido por Antonio García Ferreras.

## Influencias
Entre sus influencias literarias están Manuel Vázquez Montalbán, Imre Kertész, Maruja Torres o Francisco Umbral, además del sociólogo y ensayista Zygmunt Bauman. Sin embargo, considera a Günter Wallraff —periodista de investigación y escritor alemán— su referente en el ámbito periodístico, por su «perspectiva y compromiso».

## Reconocimientos
En 2021, el Partido Socialista del País Valenciano (PSPV) otorgó a Maestre el Premio Memoria y Dignidad por su libro Franquismo S.A., en la V edición de estos galardones en los que, según la secretaria provincial Mercedes Caballero, «la labor de documentación, divulgación periodística y literaria adquieren especial protagonismo al configurarse como herramientas indispensables para el conocimiento y la lucha contra el olvido».

## Obra
- 2019 – Franquismo, S.A. Ediciones Akal. ISBN 978-84-460-4796-4.
- 2020 – Infames. El retroceso de España. Plan B. ISBN 978-84-17809-57-7.
- 2022 – Los rotos. Las costuras abiertas de la clase obrera. Ediciones Akal. ISBN 978-84-460-5125-1.